# سيسنا 350
سيسنا 350 (بالإنجليزية: Cessna 350 Corvalis)‏ هي طائرة خفيفة، ذات أداء عالي، بأربعة مقاعد. أنتجت في 1998 بالولايات المتحدة. من صناعة سيسنا. ومازالت في الخدمة حتى الآن. وسعر الطائرة الواحدة منها هو 558,200 دولار.

## طرازات أخرى
- سيسنا 400